# Houldizy
Houldizy är en kommun i departementet Ardennes i regionen Grand Est (tidigare regionen Champagne-Ardenne) i nordöstra Frankrike. Kommunen ligger  i kantonen Charleville-La Houillère som ligger i arrondissementet Charleville-Mézières. År 2022 hade Houldizy 404 invånare.

## Befolkningsutveckling
Antalet invånare i kommunen Houldizy
Referens: INSEE